# Nesticus akiensis
Nesticus akiensis är en spindelart som beskrevs av Takeo Yaginuma 1979. Nesticus akiensis ingår i släktet Nesticus och familjen grottspindlar. Inga underarter finns listade i Catalogue of Life.